# 半圓效應
半圓效應是熱帶氣旋因移動快速而產生的風場不對稱現象。按前進方向把熱帶氣旋分成左右兩半，北半球熱帶氣旋的右半圓的風向與前進方向相同，令風速疊加，因而稱為危險半圓；左半圓風向與前進方向相反，令風速抵銷，故稱為可航半圓（英語：navigable semicircle）。南半球則相反，左面為「危險半圓」而右面為「可航半圓」。此外北半球熱帶氣旋高速向西至西北移動時，其右半圓有機會與副熱帶高壓脊或季候風重疊（南半球風暴則為左半圓），導致風勢進一步加強，以及風力結構更為廣闊。